# Phaneroptila insularis
Phaneroptila insularis är en insektsart som beskrevs av Boris Petrovich Uvarov 1957. Phaneroptila insularis ingår i släktet Phaneroptila och familjen vårtbitare. Inga underarter finns listade i Catalogue of Life.